# Aggressive Inline
Aggressive Inline est un jeu vidéo de roller en ligne (d'où le nom anglais d'inline) créé par Z-Axis. Il est sorti fin 2002 sur Game Boy Advance, GameCube, PlayStation 2 et Xbox.
Des skaters professionnels sont présents dans le jeu, comme Chris Edwards, Franky Morales ou Taïg Khris.

## Accueil
- Jeux vidéo Magazine : 15/20 (PS2)[1] - 9/20 (GBA)[2]